# Hjalmar von Mörner
Hjalmar Graf von Mörner (* 18. Januar 1861 in Weimar; † 4. September 1935 in Lugano) war ein preußischer Verwaltungsbeamter und in mehreren Kreisen auftrags- bzw. vertretungsweise Landrat.

## Leben
Hjalmar von Mörner entstammte dem schwedischen Zweig des deutschen Adelsgeschlechts Mörner. Er wurde als Sohn des Malers Wilhelm von Mörner und Eliza bzw. Elise Christine Giesler (1836–1904), der Tochter des vermögenden Kaufmanns Friedrich Giesler, in Weimar geboren. Er besuchte ab der Obertertia 1873 das Königliche Gymnasium zu Bonn.
Nachdem sein Vater 1893 die preußische Staatsangehörigkeit unter Beibehaltung seines Grafentitels erhalten hatte, konnte auch Hjalmar diesen Titel führen. Er war verheiratet mit Helene Beschlie Lydia (gen. Nellie) Lessing (* 15. Dezember 1878), Tochter von Anton Lessing. Sie hatten einen Sohn Warner Wilhelm Hans Anton (* 1901 in Wiesbaden; † 1976).
Er studierte Rechtswissenschaften und wurde 1886 in Heidelberg zum Dr. jur. promoviert. Im Rahmen seiner weiteren Ausbildung trat er zunächst 1889 als Gerichtsreferendar in den preußischen Justizdienst ein, bevor er 1891 in gleicher Stellung als nunmehriger Regierungsreferendar in den Bereichen des Inneren wechselte. Nachdem sein Vorgänger als Landrat des Kreises Wipperfürth, der ebenso wie er auftragsweise eingesetzte Robert Klauser, mit dem 7. Januar 1893 dieses Amt wieder abgab, wurde Hjalmar von Mörner noch im Januar bis zum 7. Juli 1893 mit der Verwaltung des Kreises betraut. Sein Nachfolger wurde Georg Porcher. Nach der Ablegung des zweiten Staatsexamens und unter Ernennung zum Regierungsassessor fand Mörner ab 1895 im Bereich der Regierung Wiesbaden Verwendung, wobei er 1898 für den erkrankten Landrat Friedrich von der Goltz vorübergehend die Leitung der Landratsamtes des Oberlahnkreises in Weilburg übernahm, ehe er im Jahr 1900 als Regierungsassessor wieder an die Regierung Wiesbaden zurückkehrte, wo er 1903 auch zum Regierungsrat ernannt wurde. Er war zudem als Regierungsrat in Schleswig tätig.